# Objectif grand angle
 (juin 2025).
Si vous disposez d'ouvrages ou d'articles de référence ou si vous connaissez des sites web de qualité traitant du thème abordé ici, merci de compléter l'article en donnant les références utiles à sa vérifiabilité et en les liant à la section « Notes et références ».

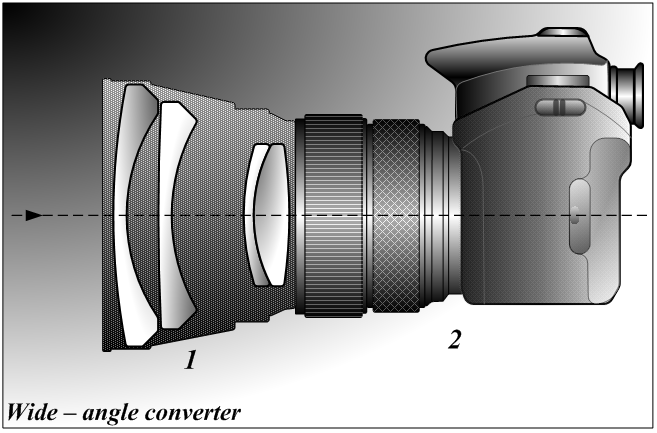
Convertisseur grand angle monté sur un boîtier d'appareil photo

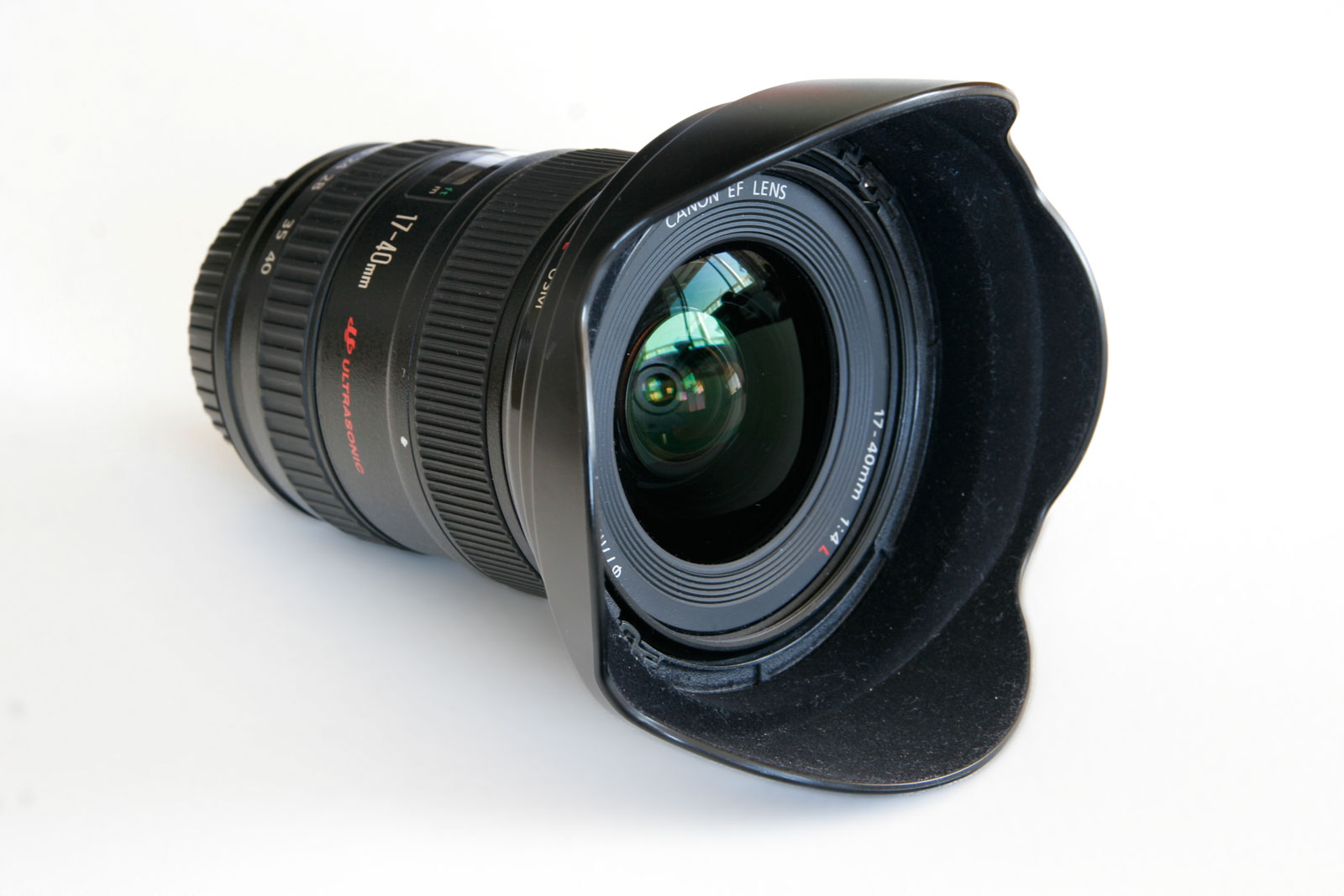
Objectif grand angle Canon 17-40 mm f/4

Un objectif grand angle ou un grand-angle est un objectif à courte focale. L'effet de cette courte focale est de permettre un cadrage large d'objets rapprochés dont on ne peut pas s'éloigner. Par exemple, il peut servir à photographier un paysage dans son ensemble sous la forme d'un panorama. On peut choisir aussi d'utiliser ces objectifs pour accentuer les perspectives.
L'effet de perspective d'un grand angle tend à faire paraître divers plans d'une même image plus éloignés les uns des autres qu'en réalité, à l'opposé des téléobjectifs qui tendent plutôt à « resserrer » les sujets dans un seul et même plan.
L'incidence sur la perspective n'est pas intrinsèquement due à la focale de l'objectif mais à la distance de l'objet photographié.
Il n'y a pas de définition précise de la focale minimale à partir de laquelle on doit parler de « grand angle », mais on part généralement du principe qu'entrent dans cette catégorie tous les objectifs qui ont un angle de vision plus large que la perception naturelle de l'œil humain.
On considère que la focale standard correspond à la diagonale de l'image sur le film ou le capteur. Pour un support de type film 35 mm (format d'image 24 × 36 mm), cette diagonale fait 43 mm. Dans la pratique, les objectifs « standard » des boîtiers reflex ont des focales de 50 mm, alors qu'avec un boîtier reflex numérique à petit capteur, la focale de 35 mm est plus fréquente. Un objectif grand angle aura une focale plus courte.

## Du semi grand angle au super grand angle
Les longueurs focales les plus courantes sur les objectifs à focale fixe pour le format 24 x 36 mm :
- Le 35 mm capte un angle de champ (diagonal) de 63° ; il est plutôt semi grand angle. À un mètre de distance, il permet de faire entrer un objet d'un mètre sur le plus grand bord de l'image. Pour les photos contenant des personnages en bord d'image, les effets de perspectives quelquefois gênants avec des objectifs grand angle ou très grand angle sont peu visibles avec cet angle de champ.

- Le 28 mm capte un angle de champ (diagonal) de 75°; c'était le grand angle le plus couramment utilisé dans les années 1970. C'est la focale la plus courte de nombreux zooms transtandards actuels (2020). L' angle de champ capté est déjà intéressant pour des paysages ou des effets de perspectives. Le 28 mm et le 35 mm sont également considérés comme des focales « classiques » pour le photo-reportage.

- Le 24 mm capte un angle de champ de 84°. À un mètre de distance, il permet de faire rentrer un objet de 1,5 m sur le plus grand bord de l'image, (1 mètre sur le petit bord). C'est la plus courte focale couverte par des zooms transtandards . La largeur de l'angle capté est intéressante pour les paysages et les photos de bâtiments élevés. En étant attentif, le photographe peut encore éviter de trop voir  apparaitre des anamorphoses sur les personnes qui se trouveraient en périphérie de l'image (voir plus loin) ; cependant, dès que l'axe de  visée  n'est pas horizontal, l'effet de la perspective est très visible sur les verticales (convergence vers le haut en contre-plongée, ou évasement vers le haut en plongée.

- 20 ou 21 mm (selon les marques) était la focale la plus courte utilisable sur les reflex jusqu'au milieu des années 1970. Les zooms grand angle du début des années 1990 couvraient un plages de focales de 20 à 35 mm. Avec  21 mm de focale sur 24x36 l'angle de champ diagonal est de 90°. À partir de cette largeur de champ, on parle de « très grand angle », super grand-angle ou ultra grand-angle (abrégé UGA).

- 18 mm : capte un angle de champ diagonal de 100° (90° sur le grand côté) : cela permet de photographier un objet de 2 mètres à 1 mètre de distance. Ces focales sont intéressantes pour les plans d'ensemble de paysages, les photos de bâtiments élevés, et surtout pour accentuer les perspectives. Elles ne conviennent pas pour photographier de manière réaliste des groupes de personnes. Au milieu des années 1990, les 18-35 mm Sigma étaient les zooms grand angle possédant la plus courte focale. Depuis, divers fabricants ont commercialisé des 17-35 mm, mais 17 mm a longtemps été la focale la plus courte qu'ils proposent sur un zoom couvrant le format d'image 24 × 36 mm.

- Le 14 mm est la focale fixe la plus courte disponible dans plusieurs marques. Ces objectifs méritent le nom de super grand angle voire d'hyper grand angle, ou grand angle extrême. À un mètre de distance, ils permettent de cadrer un objet de 2,5 × 1,7 m. L'angle de champ est de 104° sur le grand bord de la photo et 114° dans la diagonale.

- Le 12 mm : À un mètre de distance, on peut cadrer un champ de 2 mètres sur 3. Plusieurs modèles d'objectif existent avec cette focale, il existe des zooms, tel le 12-24 mm de Sigma qui affiche 122° dans la diagonale. Voigtländer fabrique un modèle à focale fixe, le 12 mm f/5,6 Aspherical Ultra-Wide Heliar qui annonce seulement 121°, ce dernier fabriqué pour les appareils de type télémétrique utilise une formule optique non rétrofocus qui le rend impossible à utiliser sur les appareils de type reflex.

- Le 10 mm : La majorité des fournisseurs d'objectif propose des zooms débutant à 10 mm. Ces derniers sont conçus pour les boîtiers numériques à « petits capteurs » et par conséquent ne couvrent pas le format 24 × 36.

## Grands angles et boîtiers numériques
L'avènement des appareils reflex numériques a fait naître un problème dans l'utilisation des objectifs. Pour des raisons d'abord techniques puis de coût de fabrication, les capteurs de la plupart des reflex numériques sont plus petits que la surface impressionnable de la pellicule d'un reflex 24 × 36, même si aujourd'hui Canon, Nikon (format Nikon FX), Pentax et Sony vendent également des boîtiers à capteur 24 × 36 mm.
Les petits capteurs n'utilisent donc que la partie centrale de l'image obtenue avec le boîtier argentique. Avec la plupart des marques, avec le format APS-C, il faut appliquer un coefficient multiplicateur de 1,5 pour retrouver la focale d'un objectif qui offrirait le même cadrage en 24 × 36. Le coefficient multiplicateur est de 1,5 pour Fujifilm, Nikon (format Nikon DX), Sony et Pentax, 1,6 avec la gamme Canon, et 1,7 chez Sigma. Les plus petits capteurs sont ceux des formats Four Thirds (4/3) et Micro quatre tiers utilisés par Olympus et Panasonic avec un coefficient multiplicateur de 2 et une image au format 4/3.

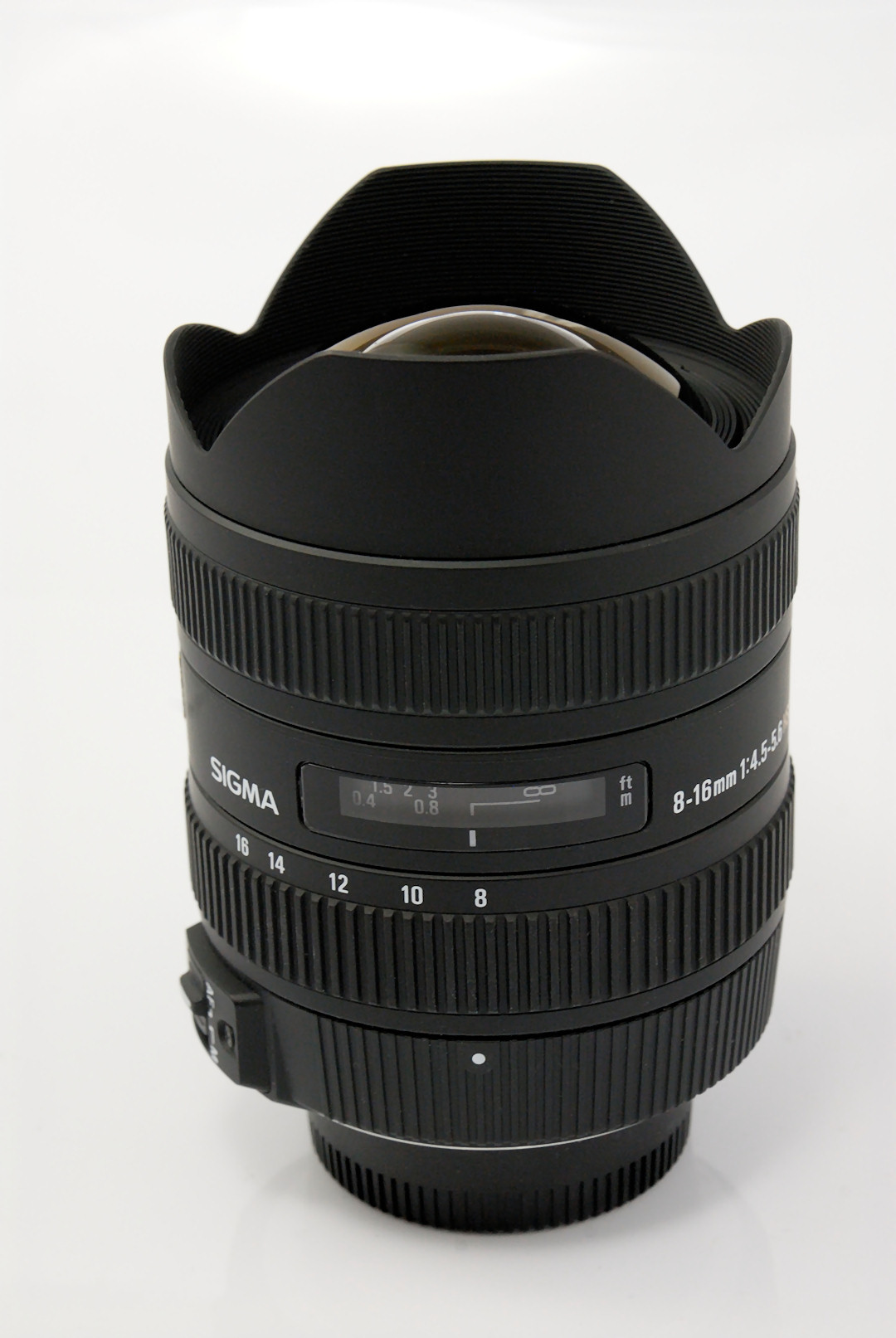
Zoom grand angle Sigma 8-16 mm.
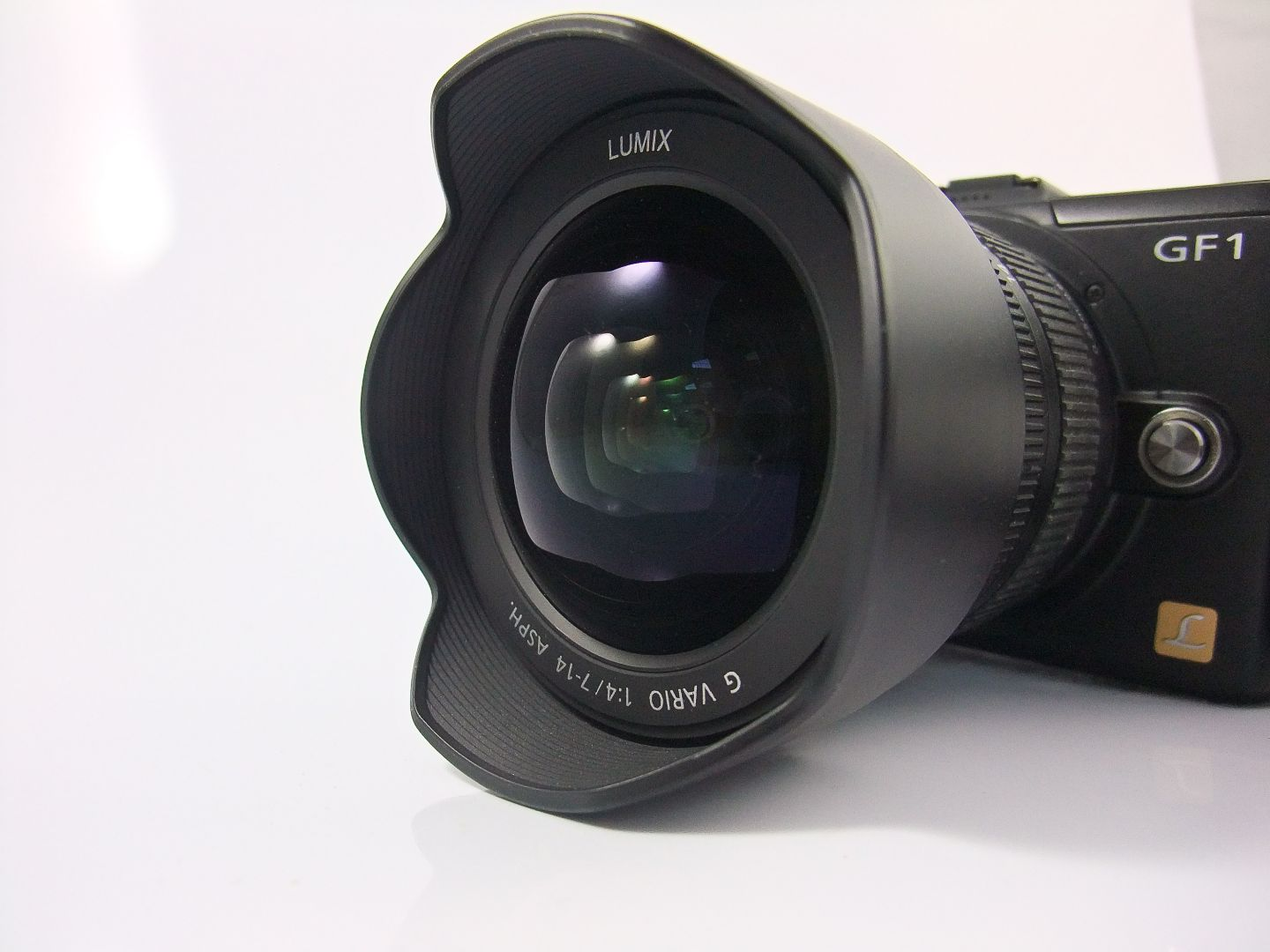
Zoom grand angle Panasonic 4/7-14 mm
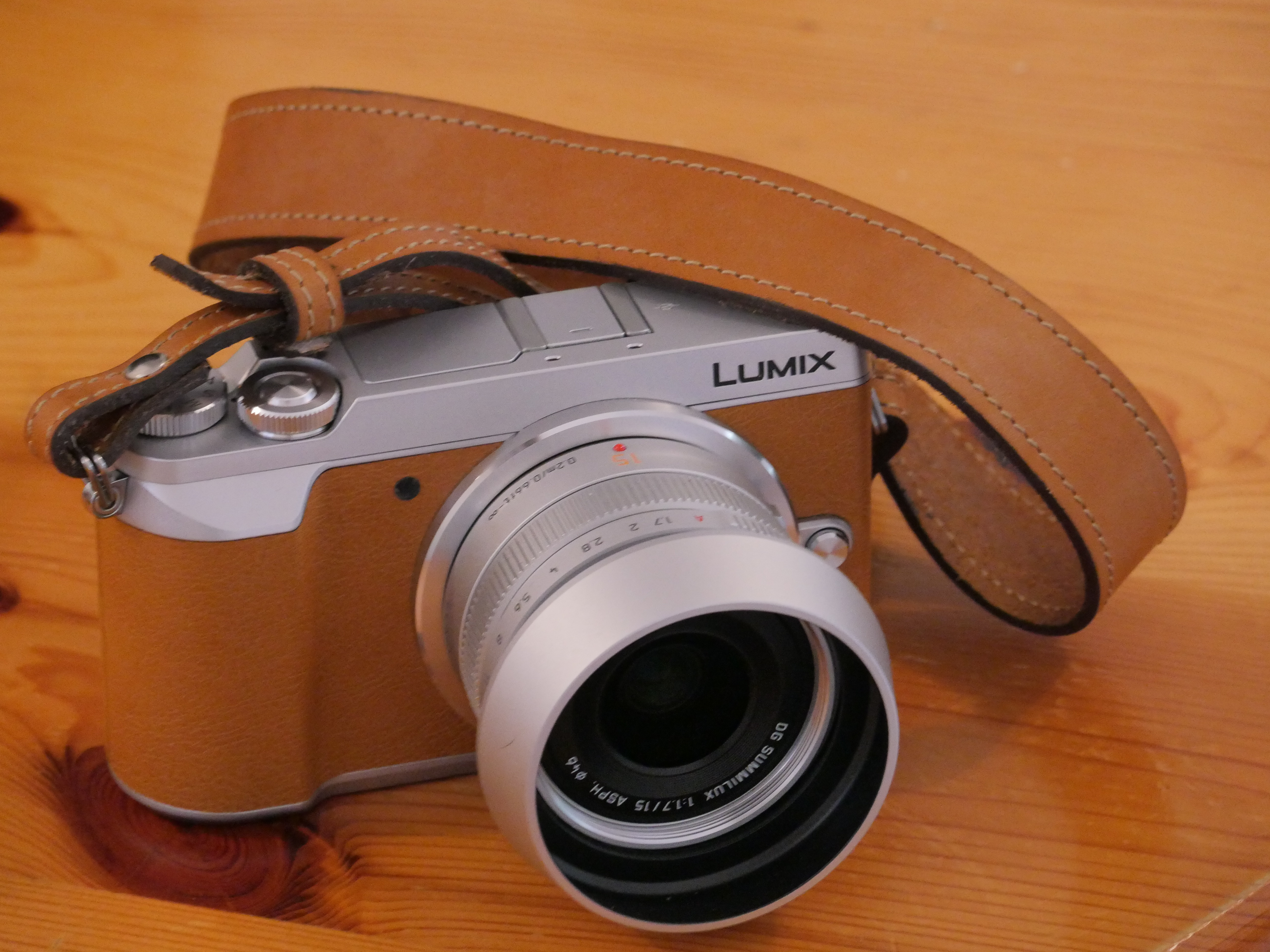
Appareil Panasonic GX-80 au format Micro quatre tiers, équipé d'un 15 mm de conception Leica, équivalant à un 30 mm en 24x36.

Pour remédier à ce problème, les fabricants ont conçu des objectifs de focales plus courtes destinés seulement aux appareils à petits capteurs. Alors que les zooms transtandards 28-70 mm ou 28-105 mm sont courants en format 24 × 36, les transtandards de base pour boîtiers numériques sont généralement des 18-55 mm. Nikon a été le premier à présenter un zoom grand angle en 2003 avec le Nikkor AF-S DX 12-24 mm f/4G mais il existe désormais des zooms grand angle chez la plupart des marques. Les 10-20 mm, 11-18 mm, 10-22 mm, voire plus modestement 12-24 mm, jouent le rôle des 17-35 mm dans le format 24 × 36 en faisant quelquefois un peu mieux. Ainsi, un 10-20 mm couvre selon la taille du capteur le même champ qu'un 15-30 mm ou un 16-32 mm dans le format 24 × 36.
Après avoir commercialisé un zoom grand angle extrême de 12-24 mm pour le format 24 × 36, Sigma a commercialisé en 2011 un équivalent pour les boitiers numériques à petit capteur de 8-16 mm.
Pour le Micro quatre tiers (dont les capteurs sont encore plus petits), les transtandards sont des 14-42 à 14-50 mm, et le zoom grand angle est un 7-14 mm, mais le système dispose également de diverses focales fixes : 7,5 mm (focale équivalente à 15 mm en 24x36), 12 mm (équivalant un 24 mm), 14 ou 15 mm (équivalant un 28 mm ou proche du 28 mm du 24x36), 16 ou 17 mm (équivalant un 32 ou un 34 mm, proche du standard de 35 mm en 24x36). Certaines de ces optiques présentent des ouvertures importantes (1,8, 1,7 voire 1,4 et certaines ont même une ouverture inférieure à 1).

## Calcul de l'angle de champ
L'angle de champ couvert par un objectif peut être calculé au moyen de la fonction mathématique arc tangente selon la formule :
angle = 2 x arctan (0,5 L / f) (où L est la longueur d'un bord d'image ou de sa diagonale, et f la focale de l'objectif)
Pour un support de type film 35 mm (format d'image 24 × 36 mm), l'angle de champ est donc égal à :
- 2 x arctan (18 / f) pour le grand bord de l'image ;
- 2 x arctan (12 / f) pour le petit bord de l'image ;
- 2 x arctan (21,6 / f) pour la diagonale de l'image.

## Grand angle de type fisheye

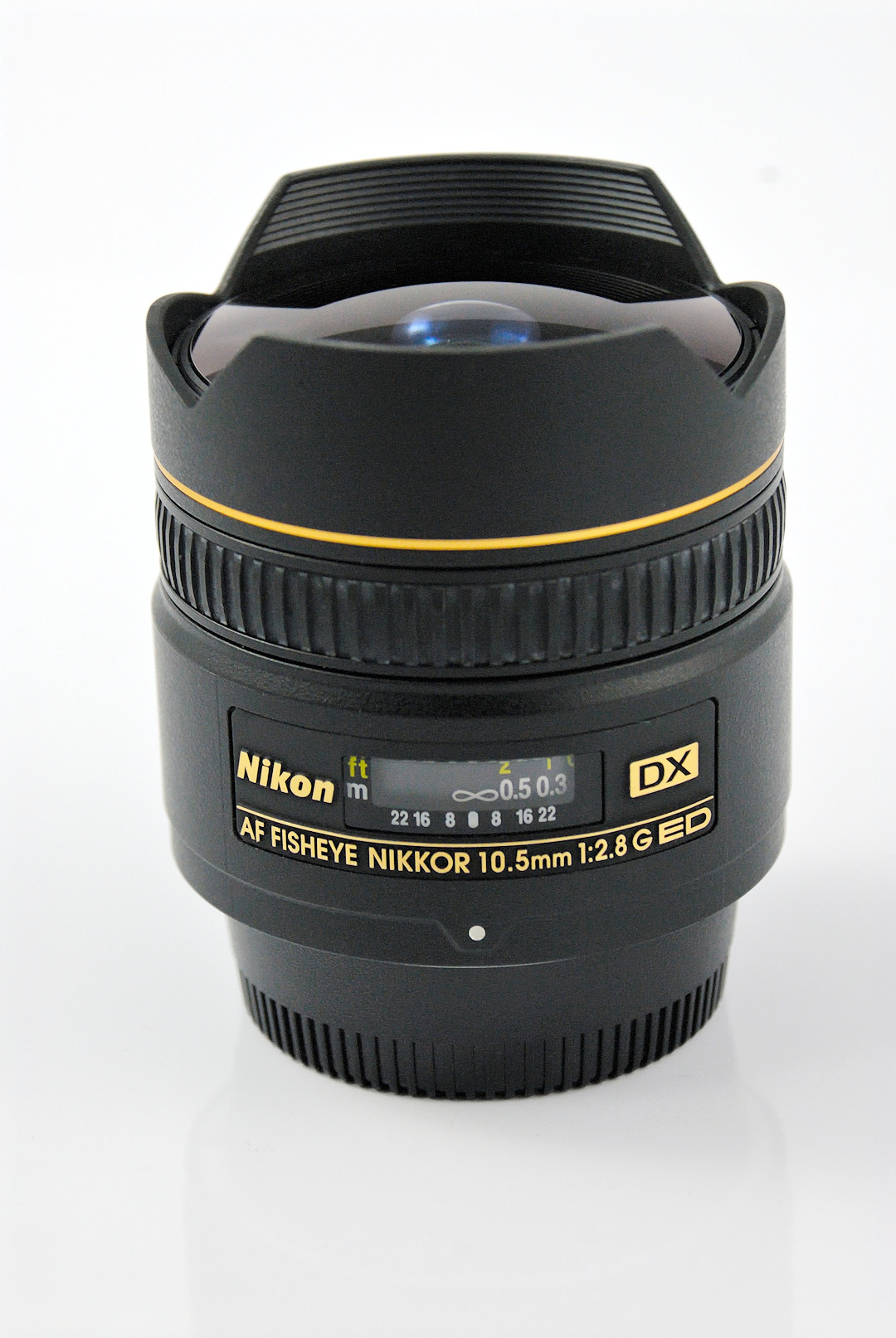
Fisheye pour capteur APS-C Nikon DX 2.8/10.5 mm

Les objectifs grand angle évoqués précédemment fournissent une perspective linéaire, où l'image d'une droite reste idéalement une droite. Abstraction faite de ses défauts, un tel objectif est censé par exemple fournir une image non déformée, si on l'utilise pour photographier un objet plan comme une carte géographique (dans la mesure où on a pris soin de le placer bien perpendiculairement à la carte). Dans ces conditions, un objectif 12 mm n'offre (pour le format 24 × 36) qu'un angle de champ de 122° et pour couvrir un angle de champ de 180°, il faudrait une focale nulle.
Il existe pourtant des objectifs permettant de photographier sur 180°. On appelle ces objectifs des fisheyes (œil de poisson). Ils y parviennent en fournissant une perspective curviligne, où l'image d'une droite peut devenir un arc de cercle. Avec ces objectifs, les images d'objets plans sont fortement déformés, les lignes droites étant incurvées vers l'extérieur. En contrepartie, la plupart des fisheyes offrent un angle de visée de 180° dans la diagonale de l'image, et environ 150° sur le grand bord. Certains atteignent même 180° sur le petit bord, fournissant une image circulaire couvrant 180° dans toutes les directions.
La focale utilisée pour les fisheyes couvrant le 24 × 36 mm est généralement de l'ordre de 15 mm (180° pour la diagonale). Elle peut descendre jusqu'à 8 mm (180° et image circulaire). Pour les reflex numériques dotés de capteurs plus petits, la focale est réduite en proportion : en APS-C elle est de l'ordre de 10 mm pour obtenir 180° en diagonale, et de 5 mm pour obtenir une image circulaire.
Avec une focale de seulement 6 mm bien que prévu pour le 24 × 36 mm, un modèle de fisheye Nikon fournit quant à lui une image circulaire correspondant à un angle de vue de 220°. Conçu pour examiner l'intérieur des pipelines, il est rarissime et pèse plusieurs kilos.

## Construction optique d'un grand angle

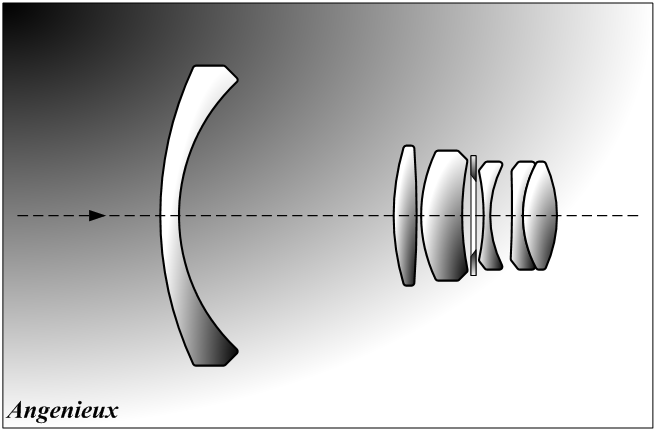
Rétrofocus Angénieux

La plupart des objectifs grand angle sont construits selon le modèle du « téléobjectif inversé » ou « rétrofocus » formulé en 1950 par Angénieux. Si l'objectif était constitué d'une lentille unique, sa focale serait la distance entre le centre de cette lentille et le plan du film ou du capteur permettant de donner une image nette d'un objet éloigné. Or, sur un appareil photo reflex, il y a une distance d'environ 4 cm entre le plan du film ou du capteur et la bague de fixation de l'objectif. Pour un objectif de 35 mm ou moins, il faudrait donc que les lentilles rentrent à l'intérieur du boîtier, ce qui est incompatible avec la présence du miroir incliné qui sert à la visée, puis pivote rapidement vers le haut au moment de la photo.
Le principe de construction du montage rétrofocus est celui de l'application de la formule de Gullstrand. Il consiste en l'occurrence à placer une lentille optique divergente avant et une convergente arrière, à l'inverse du montage téléobjectif, utilisé pour les objectifs de longue focale.
Dans la marque Voigtländer, il existe un objectif super grand angle (12 mm) construit à partir d'un groupe de lentilles fortement convergentes. Mais il est destiné à un boîtier à visée télémétrique 24 × 36, donc sans miroir, ce qui permet aux lentilles de pénétrer à l'intérieur du boîtier.
Les grand angles Leitz équipant les Leica télémétriques sont également de type non rétrofocus. Par exemple le Summicron f:2 / 35mm fabriqué depuis 1958 et dont la dernière version comprend un élément asphérique.
Actuellement, la seule solution pour un boîtier reflex est de placer le bloc de lentilles de courte focale plus loin du plan film ou du capteur qu'il devrait l'être pour fournir une image nette. Dans de telles conditions, l'objectif ne fournira une image nette que pour des objets rapprochés ou très rapprochés. Pour corriger la netteté des objets éloignés, on rajoutera une ou plusieurs lentilles divergentes à l'avant de l'objectif.
En quelque sorte, un objectif grand angle peut être considéré comme un objectif myope auquel on met des lunettes.

## Les défauts optiques des grands angles
Les objectifs grand angle, de par leur nature, sont les optiques les plus sujettes à l'aberration de courbure de champ (difficulté pour avoir une image nette à la fois au centre et sur les bords de l'image). Mais c'est probablement le défaut optique que les concepteurs d'objectifs grand angle cherchent à corriger en premier.
La construction très dissymétrique (lentilles convergentes à l'arrière, divergentes à l'avant) d'un objectif grand angle de type rétrofocus favorise l'apparition d'une distorsion en barillet : la partie centrale de l'image étant moins rapetissée que la partie périphérique, les lignes droites du sujet photographié apparaissent incurvées vers l'extérieur. Pour corriger ce défaut, les lentilles divergentes d'un objectif grand angle sont des ménisques divergents : vues de l'extérieur de l'objectif, elles sont bombées, quelquefois très fortement. Elles pourraient donc faire penser à une lentille convergente. Mais elles sont encore plus incurvées vers l'intérieur sur la face interne qu'elles ne le sont sur la face externe.
L'emploi de lentilles asphériques dans les objectifs grand angle permet également de réduire les aberrations de sphéricité et la distorsion.
Les objectifs très grand angle (21 mm et en deçà dans le format 24 × 36) donnent des images très typées dans lesquelles les personnages situés en périphérie de l'image paraissent allongés vers l'extérieur de la photo, alors qu'au centre, les proportions largeur/hauteur sont normales. Il ne s'agit pas là d'un défaut optique des objectifs grand angle, mais de la conséquence de règles de géométrie. En étant très près du sujet, l'objectif grand angle photographiera de face les objets situés au centre de la photo, mais de profil ceux (en relief) situés en périphérie. Mais lorsqu'on regardera la photo, sous un angle plus fermé qu'à la prise de vue, on s'attendra à ce que tous les objets de la photo aient été photographiés de face. Comme ce n'est pas le cas, on obtiendra des déformations quelquefois surprenantes.
Un autre défaut courant avec les objectifs grand angle est le vignettage (bords de l'image plus sombres que le centre). La construction rétrofocus des objectifs grand angle limite en partie ce défaut. En revanche, sur le 12 mm Voigtländer, le vignetage est tellement important qu'il est équipé d'un filtre gris dégradé pour assombrir le centre de l'image. Mais ce grand angle non rétrofocus présente en revanche une très faible distorsion.
L'aberration chromatique est le seul défaut optique auquel les objectifs grand angle sont moins sujets que les autres catégories d'objectifs. Ils sont toutefois sujets à l'aberration chromatique latérale, souvent corrigée par logiciel interne au boîtier.